# Dewas Júnior
El principat de Dewas Junior (més exactament el territori de la branca jove del principat de Dewas) fou un estat tributari protegit a l'Índia central a l'agència de Malwa (abans a altres, vegeu agència Bhil i Agència de Bhopawar). La dinastia tenia el títol de raja i des de 1918 de maharaja i salutació de 15 canonades. La població era:
- 1881: 68.222 habitants.
- 1891: 69.684
- 1901: 54.904

Les principals ciutats eren Dewas (15.403 habitants el 1901) i Sarangpur (6.339) compartides per les dues branques. A més de les dues ciutats tenia 237 pobles. La llengua comuna era el malwi un dialecte del rajasthani. La superfície del territori de la branca junior era de 1139,5 km² dels que un 17% havien estat concedida com donació de diversos tipus. Administrativament l'estat estava dividit en sis parganes governades cadascuna per un kamasdar (o kamavisdar):
- Dewas
- Akbarpur
- Sarangpur
- Ringnodghogarh
- Bagaud
- Badgucha

L'exèrcit de la branca junior o jove era el 1881 era de 123 cavallers i 500 infants incloent la policia. El 1901 eren 80 cavallers, 99 infants, 27 artillers amb quatre canons. La policia la formaven 96 regulars i 173 rurals.
La branca la va fundar Jivaji Rao. Va morir el 15 d'agost de 1774 i el va succeir Sadashiv Rao mort el 2 de desembre de 1790. Rukmangad Rao (1790-1817) va combatre els pindaris, Sindhia de Gwalior i Holkar d'Indore. Cap fet especial va succeir sota els següents rages. El 8 d'agost de 1864 va pujar al tron Narayan Rao, de 4 anys; va morir el 19 de gener de 1892 i el va succeir Malhar Rao que va rebre el títol de maharajà el 1918 i que va morir el 4 de febrer de 1934. El darrer maharaja fou Yeshwant Rao que el 1948 va accedir a l'Ìndia.

## Llista de Rajes
- Raja Jivaji Rao Puar 1728-1774

- Raja Sadashiv Rao I Puar 1774-1790

- Raja Rukmangad Rao Puar 1790-1817

- Raja Anand Rao Puar 1817-1840

- Raja Haibat Rao Puar 1840-1864

- Raja Narayan Rao (Daha Sahib) Puar 1864-1892

- Maharaja Sir Malhar Rao (Baba Sahib) Puar 1892-1934

- Maharaja Sadashiv Rao II (Khase Sahib) Puar 1934-1943 (+ 2 de desembre de 1943)

- Maharaja Sir Yeshwant Rao (Bhau Sahib) Puar 1943-1948 (+ 1965)